# Porte de la Seine
La porte de la Seine est une porte de Paris, en France, située dans le bois de Boulogne et rattachée au 16e arrondissement. 

## Situation et accès
Localisée à 200 m à l'ouest de la porte de Bagatelle et 2 900 m au nord-ouest de la porte de l'Hippodrome (entre les deux, aucun accès ouest du bois n'est qualifié de « porte »), elle se situe au croisement du boulevard du Général-Kœnig et du boulevard Richard-Wallace, aux confins sud de Neuilly-sur-Seine et de Paris, et donne accès au pont de Puteaux et à l'île de Puteaux sur la Seine puis à la ville de Puteaux. Après son passage, le boulevard du Général-Kœnig est prolongé dans le bois par l'allée du Bord-de-l'Eau.
Elle donne sur l'ancien champ d'entraînement de l'hippodrome d'Auteuil, le club des Archers de Paris, et le parc de Bagatelle.
La porte de la Seine n'a aucun accès aux voies du périphérique.

## Historique
Étant l'une des portes d'entrée nord-ouest du bois, elle ne faisait pas partie de l'enceinte de Thiers.